# Chris Pahl
Chris Pahl (geboren 1981 als Christoph Pahl) ist ein deutscher Gemeindepädagoge, Jugendreferent und Autor mehrerer Jugend- und Fachbücher.

## Leben und Wirken
Chris Pahl ist ausgebildeter Gemeindepädagoge. Von 2003 bis 2017 war er als Jugendreferent bei „crossover“ in Leipzig, der Jugendarbeit des Marburger Kreises aktiv und Mitbegründer dortigen Schuljugendarbeit „crossover skul“.
Seit 2017 ist er Geschäftsführer und Projektleiter des Jugendevents Christival. Bei den Christivals in Bremen und Karlsruhe war er bereits als Arbeitskreisleiter, Redner und zuletzt auch im erweiterten Vorstand sowie im Leitungsteam von JesusHouse  aktiv. Er ist in diversen christlichen Netzwerken aktiv, so in der Arbeitsgemeinschaft Jugendevangelisation (AGJE), bei truestory, der Evangelischen Allianz, der Lausanner Bewegung, im Beirat „Zukunft der Jugendarbeit“ und ist Referent bei Kongressen wie dem Gnadauer Zukunftskongress „Upgrade“ oder beim Spring-Festival.
Von 2018 bis 2020 war er zudem Redaktionsleiter der Bibellese „Start in den Tag“, die gemeinsam von Brunnen Verlag und der Neukirchener Verlagsgesellschaft herausgegeben wird und er schreibt schon seit Jahren dafür Beiträge. Er ist Autor mehrerer Jugend- und Fachbücher und publiziert regelmäßig Artikel in christlichen Zeitschriften.
Chris Pahl ist verheiratet und lebt in Leipzig.

## Publikationen
- Klare Sicht – 30 Impulse für dein Leben. Basis B. Grund genug zu leben. Jesus House. Markus, Pro Christ 2000.
- Voll Porno: Warum echte Kerle Nein sagen, Francke 2009, ISBN 978-3-86827-166-9.[13]
- Voll Mann!? Mit Lust und Frust ein echter Kerl werden, Francke 2011, ISBN 978-3-86827-316-8.[14]
- Gottes Powerbank für dein Leben: Starke Impulse für jede Tages- und Nachtzeit, Gerth 2019, ISBN 978-3-95734-555-4.[15]

als Mitautor
- mit Andi Weiss und Thorsten Riewesell (Hrsg.): ... weiterkommen! Ein Kurs zum Nachfolgen und Leben-Gestalten, Born-Verlag, Kassel 2006, ISBN 978-3-87092-410-2.
- mit Verena Keil (Hrsg.): Nutella für die Seele: Andachten für den besten Start in den Tag, Gerth 2017, ISBN 978-3-95734-206-5.[16]
- 21 Menschen – 21 Momentaufnahmen – 21 Möglichkeiten zu glauben, Neukirchner 2019, ISBN 978-3-7615-6608-4.[17]
- mit Karsten Kopjar: Selig sind die Handynutzer: Wie Medien den Glauben rauben – Wie Medien den Glauben stärken, Brunnen 2020, ISBN 978-3-7655-2099-0.[18]
- mit Verena Keil (Hrsg.): Schoko-Crunchies für Hirn & Herz: Andachten für den besten Start in den Tag, Gerth 2021, ISBN 978-3-95734-723-7.

als Mitherausgeber
- mit Karsten Hüttmann: Ich glaube. Wir feiern. Das Leben! 40 starke Impulse, Gerth Medien, Aßlar 2022, ISBN 978-3-95734-835-7.

Aufsätze
- Müllkippe in unserem Kopf. In: Verena Keil und Tobias Hambuch (Hrsg.): One God. One Planet. One Challenge. – 40 Ideen, die dein Leben und deine Welt verändern, Gerth Medien, Aßlar 2024, ISBN 978-3-98695-077-4.